# 豫章之战
豫章之战，在吴楚交兵中，吴国在豫章击败楚国的作战。
前530年（周景王十五年，鲁昭公十二年，楚灵王十一年，吴王餘眜元年），楚国荡侯、潘子、司马督、嚣尹午、陵尹喜等五帅率领大军围攻徐国，楚灵王坐镇乾谿为后援。前529年，楚国内乱，楚灵王被杀。楚军撤回，途中在豫章被吴国击败，楚军五帅被吴军俘获。前518年（周敬王二年，鲁昭公二十四年，楚平王十一年，吴王僚九年），楚国为了报复鸡父之战，进攻吴国。越国的大夫胥犴在豫章的江边上慰劳楚平王，越国公子仓赠送给楚平王一艘船。楚国没有取得战果而撤退，吴国人趁机灭掉了巢国和钟离国。前511年（周敬王九年，鲁昭公三十一年，楚昭王五年，吴王阖闾四年），阖闾使用伍子胥的计谋，侵袭楚国，伐夷，侵潜、六之地。楚国沈尹戌带兵救潜，吴军退走。楚军把潜地人迁到南岗后回去。吴军包围弦地，左司马戌、右司马稽带兵救弦，到达豫章，吴军撤走。前508年（周敬王十二年，鲁定公二年，楚昭王八年，吴王阖闾七年）夏，阖闾暗中让桐地叛楚，再让舒鸠攻打桐。秋，楚国的囊瓦从豫章进攻吴军，吴军让战船出现在豫章，而暗中在巢地集结部队。十月，吴军在豫章击败楚军，包围、攻占了巢地，俘虏了楚国的公子繁。豫章以东尽归吴有。